# Петрашко (род)
Петра́шко, Петру́шко или Петрушко́ (польск. Pietraszko, Pietruszko или Piotruszko, в русской версии — Петрушко́) — польский старинный шляхетский род герба Любич, известный с XV века. Происходит от Петрашки Ланевича-Мыльского, предполагаемого внебрачного сына Литовского великого князя Свидригайло Ольгердовича. В начале XX века представитель одной из ветвей рода, осевшей в городе Сандомире, — Ян Францишек Петру́шко — был сослан в Сибирь за участие в революционном движении. После сибирской ссылки за ним и его потомками закрепляется русская версия фамилии — Петрушко́. Также в Польше сохранилась ветвь рода под фамилией Петрашко, к которой принадлежал Ян Петрашко, вспомогательный епископ Краковского архидиоцеза, беатифицированный в 2018 году.

## Архив
Жалованная грамота великого князя Свидригайла Ольгердовича пану Петрашку Ланевичу-Мыльскому на село Сенно со всеми землями, угодьями и мытом в Луцком повете от 24 июля («индиктъ 14») 1445 г. (АЮЗР. Т. 1. № 24. Стб. 17-18).
Жалованная грамота великого князя Свидригайла Ольгердовича пану Петрашку Ланевичу-Мыльскому на имения Межирич в Острожском повете, Михалковичи и Прусы в Луцком повете со всеми землями и угодьями от 20 июля («индикта 15») 1446 г. (АЮЗР. Т. 1. № 25. Стб. 18).

## Известные представители
Вспомогательный епископ Краковский Ян Петрашко, блаженный Католической церкви.
Владислав Игоревич Петрушко — российский церковный историк и журналист, игрок телевизионной игры «Что? Где? Когда?». Кандидат исторических наук, кандидат богословия, доктор церковной истории, профессор.
Владислав Иванович Петрушко — советский политический и общественный деятель, кандидат экономических наук, доцент.